# Tihomir
Tihomir je moško osebno ime.

## Izvor imena
Ime Tihomir je slovansko ime, zloženo iz besed tih in mir.

## Različice imena
- moške oblike imena: Tian, Tihi, Tiho, Tihomil, Tihon, Tijan, Tijomir, Tihidrag
- ženske oblike imena: Tihana, Tiha, Tihica, Tihomila

## Pogostost imena
Po podatkih Statističnega urada Republike Slovenije je bilo na dan 31. decembra 2007 v Sloveniji 174 oseb z imenom Tihomir.

## Osebni praznik
V koledarju se Tihomir uvršča k imenu Gojimir, god prznjuje 24. septembra.

## Znane osebe
Tihomir Makovec (biolog), Tihomir Pinter (fotograf)
Tihomir Blažević (novinar na HRT)
Tihomir Kovačič (organizator sejmov v Sloveniji)